# Kósa Miklós
Kósa Miklós, született Kósa Miksa (Budapest, 1888. május 25. – Budapest, 1944-1945) közgazdasági író, lapszerkesztő, újságíró. Dédapja farkasházi Fischer Mór porcelángyáros volt.

## Élete
Kósa (Kaszovits) Sándor államvasúti hivatalnok és farkasházi Fischer Lujza (1858–1945) fia. Jogi tanulmányait Budapesten folytatta és miután doktorátust tett, hírlapok és nagyobb folyóiratok munkatársa lett. A Gazdasági Hírlap című közgazdasági folyóirat szerkesztője volt. Lefordította Sidney Webb A szegények problémája című művét. A nyilasok feleségével együtt kivégezték.

## Magánélete
Házastársa Klein Olga (1895–?) volt, Klein József és Grünbaum Sarolta lánya, akit 1916. december 20-án Budapesten, a Terézvárosban vett nőül.

## Művei
- Háborús fejek (1917)
- A pénz háborúja (1917)
- Termeljünk többet (1917)
- A pénz urai (1922)
- A pesti pénz (1924)
- A tőkések lexikonja (1929)
- Közgazdasági képeskönyv (1940)
- Hova? Mivel? Hogyan? A zsidóvagyon és a zsidókitelepítés Magyarországon. Magánkiadás. (Budapest, 1942)